# It Just Comes Natural
It Just Comes Natural è il ventitreesimo album in studio del cantante country statunitense George Strait, pubblicato nel 2006.

## Tracce
1. Give It Away (Bill Anderson, Buddy Cannon, Jamey Johnson) – 3:30
2. She Told Me So (Bobby Braddock) – 3:04
3. That's My Kind of Woman (Dean Dillon, Tammy Hyler) – 3:26
4. Wrapped (Bruce Robison) – 4:09
5. It Just Comes Natural (Marv Green, Jim Collins) – 2:58
6. He Must Have Really Hurt You Bad (Tim Johnson) – 2:42
7. A Heart Like Hers (Tony Martin, Mark Nesler) – 3:27
8. Why Can't I Leave Her Alone (Trent Tomlinson, Danny Wells, Ashe Underwood, Mark Kerr) – 4:16
9. One Foot in Front of the Other (Lee Roy Parnell, Cris Moore) – 4:16
10. I Ain't Her Cowboy Anymore (Dillon, Scotty Emerick, Marla Cannon-Goodman) – 4:56
11. Texas Cookin' (Guy Clark) – 4:25
12. A Better Rain (David Cory Lee, Tony Lane) – 3:39
13. How 'bout Them Cowgirls (Casey Beathard, Ed Hill) – 3:57
14. What Say (Leslie Satcher, Bobby Carmichael) – 3:54
15. Come On Joe (Tony Romeo) – 3:49